# Aulacophora yunnanensis
Aulacophora yunnanensis is een keversoort uit de familie bladkevers (Chrysomelidae). De wetenschappelijke naam van de soort werd in 1959 gepubliceerd door Chen & Kung.